# 사건수면
사건수면, 파라솜니아(Parasomnia)는 잠들거나 수면 단계 사이에, 또는 수면 중 각성 중에 정상적이지 않은 움직임, 행동, 감정, 지각, 꿈을 수반하는 수면 장애의 한 분류이다. 사건수면은 깨어난 상태, NREM 수면, REM 수면, 또는 이들이 복합적으로 엮여진 상황에서 부분적인 각성인 분리된 수면 상태로 볼 수 있다.

## 같이 보기
- 불면증
- 가위눌림